# Кабиле (Болгария)
Кабиле (болг. Кабиле) — село в Болгарии. Находится в Ямболской области, входит в общину Тунджа. Население составляет 926 человек.
C 1890 до 1950 года село называлось Извор.

## Политическая ситуация
В местном кметстве Кабиле, в состав которого входит Кабиле, должность кмета (старосты) исполняет Георги Йорданов Динев (коалиция в составе 5 партий: Граждане за европейское развитие Болгарии (ГЕРБ), Демократы за сильную Болгарию (ДСБ), Земледельческий народный союз (ЗНС), Союз свободной демократии (ССД), Союз демократических сил (СДС)) по результатам выборов.
Кмет (мэр) общины Тунджа — Георги Стоянов Георгиев (коалиция «Болгарская социалистическая партия и коалиция»: Болгарская социалистическая партия (БСП), Партия Болгарская социал-демократия (ПБСД)) по результатам выборов.